# Стыковочный модуль орбитальной станции «Мир»

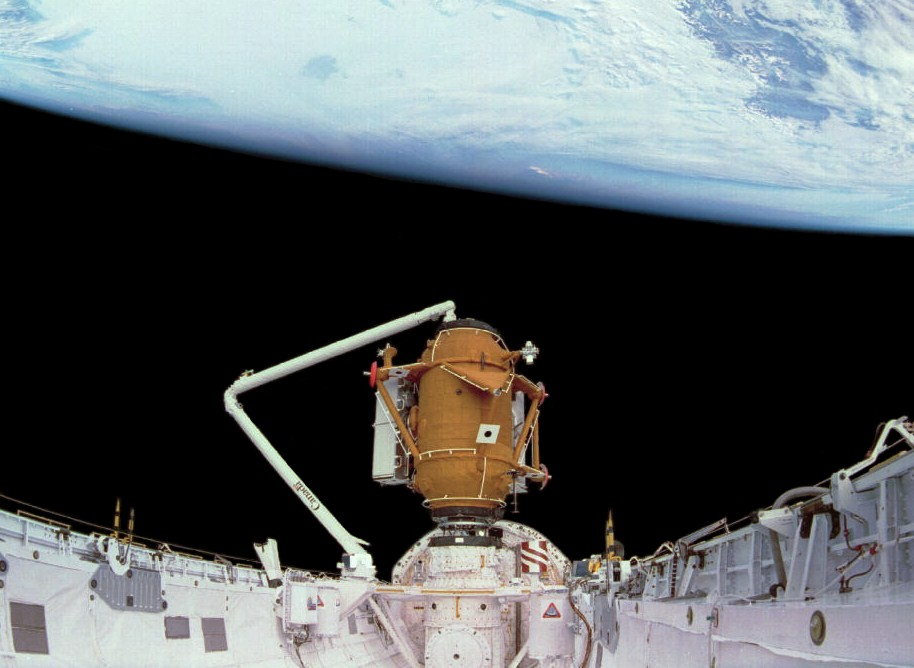
Стыковочный модуль на борту Спейс шаттла Атлантис STS-74, перед стыковкой с «Мир»

Стыковочный модуль был шестым модулем, пристыкованным к станции «Мир». Был доставлен на орбиту Шаттлом Атлантис 12 ноября 1995 в ходе миссии STS-74. Модуль вместе с Шаттлом пристыковались к станции 15 ноября.

## Сведения
- Длина: 5 м
- Диаметр: 2,9 м
- Масса: 4090 кг

## Описание
Стыковочный модуль был разработан, чтобы обеспечить стыковку Шаттла со станцией, по программе Мир-Шаттл. Модуль нёс два стыковочных агрегата — модифицированных АПАС-89. АПАС № 3 — для стыковки с модулем Кристалл, и АПАС № 2 для стыковки АПАС № 1 Орбитера Спейс-Шаттл. Модуль также имел собственный тепловой контроль, телевизионный передатчик и системы телеметрии.